# Lautaro Javier Martínez
Lautaro Javier Martínez (Bahía Blanca, 22 d'agost de 1997) és un futbolista argentí que juga com a davanter al club italià Inter de Milà i a la selecció argentina.
Va iniciar la seva carrera futbolística a l'Argentina, on va debutar el 2015 amb el Racing Club. Allà hi va passar quatre temporades i va representar el club a la lliga i a la Copa Libertadores. El 2018 s'incorpora en l'Inter de Milà.
Va debutar amb la selecció absoluta el 2018 i va participar en la Copa Amèrica del 2019, ajudant el seu equip a un tercer lloc a la competició.

## Carrera al club
Martínez va fitxar per l'Inter de Milà el 4 de juliol de 2018 per una quota reportada de 22,7 milions d'euros i va signar un contracte de cinc anys amb el club.
Martínez va marcar el seu primer gol europeu el 14 de febrer de 2019, transformant un penal que va ajudar l'Inter a guanyar contra el Rapid Viena en l'anada dels setzens de final de la UEFA Europa League 2018-19.
El 2 d'octubre de 2019, Lautaro Martínez va marcar el seu primer gol a la Lliga de Campions de la UEFA en una derrota per 2-1 a domicili contra el FC Barcelona en la fase de grups de la UEFA Champions League 2019-20.
El 29 de gener de 2025, Martínez va aconseguir el seu primer hat-trick a la Champions League, el primer gol dels quals va ser de penal, en una victòria per 3-0 contra el Mònaco.

## Carrera internacional
El 12 de març de 2018, Martínez va rebre la seva primera convocatòria amb la selecció absoluta per a dos partits amistosos contra Itàlia i Espanya.
Al maig de 2018, va ser inclòs a la preselecció de l'Argentina per al Mundial de la FIFA 2018 a Rússia, però finalment va quedar fora de la llista definitiva.
Al maig de 2019, Martínez va ser inclòs a la llista definitiva de 23 jugadors de Lionel Scaloni per a la Copa Amèrica 2019. El 10 de setembre de 2019, Martínez va marcar el seu primer hat-trick internacional en un partit amistós contra la Mèxic, que l'Argentina va guanyar per 4-0.
El 28 de juny de 2021, va marcar l'últim gol de l'Argentina en una victòria per 4-1 contra Bolívia en l'últim partit de la fase de grups de la Copa Amèrica 2021. L'1 de juny de 2022, Martínez va obrir el marcador i va donar una assistència a Ángel Di María en una victòria per 3-0 contra la vigent campiona d'Europa, Itàlia, a Wembley en la Finalissima 2022.
Martínez va ser inclòs per Lionel Scaloni a la llista definitiva de 26 jugadors per disputar el Mundial de la FIFA 2022.
A la Copa Amèrica 2024, Martínez va marcar el segon gol de l'Argentina en una victòria per 2-0 contra el Canadà en el partit inaugural del torneig. Més tard, va marcar l'únic gol en la victòria contra Xile, assegurant la classificació de l'Argentina per a la fase eliminatòria. En l'últim partit de la fase de grups contra el Perú, va marcar tots dos gols en una victòria per 2-0. A la final de la Copa Amèrica 2024 contra Colòmbia, Martínez va marcar l'únic gol del partit al minut 112 de la pròrroga, donant a l'Argentina la victòria per 1-0 i el títol del torneig. Amb els seus 5 gols al torneig, va rebre la Bota d'Or com a màxim golejador de la competició.

## Palmarès
FC Inter de Milà
- 2 Serie A: 2020-21, 2023-24
- 2 Copes italianes: 2021-22, 2022-23
- 3 Supercopes italianes: 2021, 2022, 2023

Selecció argentina
- 1 Copa del Món: 2022[25]
- 2 Copes Amèrica: 2021,[26] 2024[27]
- 1 Copa de Campions Conmebol-UEFA: 2022[28]